# Pinky
Pinky è una serie di fumetti creata da Massimo Mattioli, apparsa per la prima volta nel 1973 su Il Giornalino e pubblicata ininterrottamente fino al 2014.
Le storie ed il suo mondo sono di tono umoristico e vanno dall'avventuroso al surreale e al demenziale.
È dal substrato di follia e gusto dell'assurdo di Pinky che prenderanno vita i lavori più maturi di Mattioli, realizzati per la rivista Cannibale e successivamente Frigidaire: Joe Galaxy e Squeak the Mouse, dallo stile simile a quello del simpatico coniglietto ma dai contenuti molto più 'adulti' e dissacratori.

## Personaggi
- Pinky, il protagonista dell'omonima serie di storie.
È un coniglio rosa continuamente a caccia di notizie: lavora infatti come fotoreporter per il giornale La notizia. È innamorato follemente di Petulia, una coniglietta rosa, segretaria presso il suo giornale. Il suo capo si chiama Perry Pachiderma, il suo migliore amico e collega (malgrado abbiano frequenti sfide e battibecchi) è Giorgione, un orso in sovrappeso. Il suo peggior nemico è Joe Cornacchia, un giornalista senza scrupoli che lavora per il giornale concorrente (il Giornalaccio) e che tenta continuamente di rubargli gli scoop.
- Crocodylus, lo scienziato pazzo coccodrillo che semina sempre il panico con le sue invenzioni folli.
- Scarrafone, un simpatico scarafaggio amante delle pattumiere, dove mangia di gusto le cose più schifose.

## Storie seriali
Oltre alla serie di storie a soggetto variabile, si sviluppano nel tempo altre serie a soggetto fisso.
Tra le più famose ci sono quelle di 1 pagina intitolate UFO, Fantasy e Microfilms.
Ci sono le moltissime Cronache, di cui le più frequenti sono quelle di Cronaca nera.
Un doppio ciclo famosissimo, di 20 storie ciascuno, è quello di Senza orecchie e Senza naso.
C’è poi il ciclo dei Blues, 23 storie dal sapore noir dove Pinky, voce narrante, racconta le sue insolite avventure thriller affrontando e risolvendo casi, come ad esempio quelli del pennarello morto, delle carote mannare, del semaforo innamorato.
Un altro ciclo famoso è quello degli Universi paralleli, ognuno con un numero a indicare quanti strati è distante da quello di Pinky, il quale ci viene trasportato ogni volta con un sonoro starnuto.
C’è anche un breve ciclo di 5 storie intitolato Viaggi nel tempo e uno con protagonista Giorgione come Uomo-lavandino.
C’è infine da notare la lunga storia a puntate, composta da 9 capitoli, dal titolo La mousca, dove Pinky è alle prese con una mosca atomica e deve impedire che esploda.

## Riconoscimenti
- 1975 – Grazie a Pinky, il suo autore è premiato con lo Yellow Kid al Salone Internazionale dei Comics e dell’Animazione di Lucca.
- 2010 – Premio Attilio Micheluzzi
  - Migliore serie di fumetti umoristica.
- 2012 – Premio Attilio Micheluzzi
  - Migliore serie dal disegno non realistico.

## Libri
- Massimo Mattioli, Pinky, Collana "I Fortissimi", Epipress, 1979.
- Massimo Mattioli, Pinky. Il clik più veloce del mondo, Mondadori, 2006, ISBN 8804557605, OCLC 799335022.
- Massimo Mattioli, I maestri del fumetto contemporaneo. Massimo Mattioli, supplemento a Il Giornalino n. 40, Periodici San Paolo, Milano 2 ottobre 2005.
- Massimo Mattioli, Pinky, collana Maestri del fumetto, vol. 35, Mondadori, 2009, OCLC 799620697.
- Massimo Mattioli, Extra Pinky, supplemento a Il Giornalino n. 2, Periodici San Paolo, Milano 9 gennaio 2011.